# Karyamukti (Tomo)
Karyamukti is een bestuurslaag in het regentschap Sumedang van de provincie West-Java, Indonesië. Karyamukti telt 2038 inwoners (volkstelling 2010).